# How to Make a Monster
How to Make a Monster – amerykański horror s-f z 1958 roku w reżyserii Hermana Cohena. Film został wydany przez American International Pictures jako satyryczne spojrzenie na przemijającą popularność filmów grozy w Stanach Zjednoczonych.

## Fabuła
Pete Dumond, główny charakteryzator pracujący od 25 lat w hollywoodzkim American International Studios, zostaje zwolniony po zakupie wytwórni przez NBN Associates ze Wschodniego Wybrzeża. Członkowie z nowego zarządu, Jeffrey Clayton i John Nixon, planują kręcić musicale i komedie zamiast horrorów, do których Pete stworzył swoje niezwykłe charakteryzacje potworów i rozsławił studio. W odwecie Pete przysięga, że użyje potworów do swej zemsty.
Podczas produkcji ostatniego horroru American International Studios – Werewolf Meets Frankenstein z udziałem Nastoletnich Wilkołaka i Frankensteina Pete przekonuje nastoletnich aktorów grających potwory – Larry’ego Drake’a i Tony’ego Mantella, że ich kariery dobiegną końca, jeśli nie oddadzą się w jego ręce. Za pomocą nowego składniku kremu podkładowego nieświadomi niczego aktorzy są zahipnotyzowani i wykonują polecenie Dumonda. Tym samym Larry w kostiumie wilkołaka morduje Nixona w studyjnej sali projekcyjnej. Nie pamietający niczego Larry zwierza się swej dziewczynie Arlene z odczuć, że zrobił coś strasznego.
Ochroniarz studia – Monahan będący detektywem-amatorem pokazuje Pete’owi i Rivero notes z zapiskami takimi jak godzina, o której ludzie wymeldowali się w noc morderstwa Jeffreya Claytona. Wyjaśnia, że chce przekazać to prowadzącej śledztwo policji i ma nadzieję awansować na stanowisko szefa ochrony. Przerażony Pete we własnoręcznej masce jaskiniowca zabija Monahana robiącego obchód tej nocy. Richards, drugi z ochroniarzy po odkryciu zwłok informuje policję, która przepytuje Pete'a charakteryzującego Tony’ego na Frankensteina, jako że wychodził ostatni ze studia. Tony w kostiumie Frankensteina dusi Claytona  wracającego do domu samochodem. Studio zostaje zamknięte na czas wyjaśnienia sprawy morderstw. Pete uważa, że jego zemsta się wypełniła i każe milczeć o wszystkim Rivero.
Przed udaniem się na komisariat policji na rutynowe przesłuchanie świadków, Pete jest atakowany przez Gary’ego Droza, agenta Larry’ego. Po intensywnym przesłuchaniu Pete wścieka się na bojącego Rivero, że omal nie wydał ich. Podczas śledztwa pokojówka Millie opisuje wygląd Tony’ego, który ją powalił, gdy uciekał z miejsca morderstwa, a policyjny technik laboratoryjny odkrywa osobliwy składnik preparatu na paznokciach Claytona. Formuła pasuje do preparatów znalezionych w starej charakteryzatorni Pete’a i policja udaje się do jego mieszkania.
Pete zabiera Rivero, Larry’ego i Tony’ego na przyjęcie pożegnalne do swojego domu, w którym gromadzone są wszystkie kreacje stworzone w ciągu jego pracy. Larry i Tony wzajemnie dowiadują, że podczas nakładania charakteryzacji czuli się dziwnie i mając złe przeczucia decydują opuścić dom. Będąc w kuchni Pete, nie ufając Rivero, zabija go nożem. Dowiedziawszy się, że Larry i Tony próbują opuścić zamknięty salon, Pete wyjawia im prawdę o morderstwach i chce ich zabić. W walce zostaje przewrócony kandelabr, paląc dorobek Pete’a, który na próżno próbuje ocalić swe „dzieci”. Policja włamuje się przez zamknięte drzwi ratując w porę Larry’ego i Tony’ego. Pete zaś ginie strawiony przez pożar.

## Obsada
- Robert H. Harris jako Pete Dumond
- Paul Brinegar jako Rivero
- Gary Clarke jako Larry Drake / Nastoletni wilkołak
- Gary Conway jako Tony Mantell / Nastoletni Frankenstein
- Malcolm Atterbury jako ochroniarz Richards
- Morris Ankrum jako kpt. policji. Hancock
- Walter Reed jako det. policji Thompson
- Dennis Cross jako ochroniarz Monahan
- Paul Maxwell jako Jeffrey Clayton
- Eddie Marr jako John Nixon
- Heather Ames jako Arlene Dow
- John Phillips jako det. policji Jones
- Paulene Myers jako Millie
- Robert Shayne jako Gary Droz
- John Ashley jako on sam

Źrodło: 

## Produkcja
Wiele masek i kostiumów autorstwa Pete’a Dumonda zniszczonych w finałowum pożarze to rekwizyty pierwotnie stworzone przez Paula Blaisdella na potrzeby wcześniejszych filmów AIP - The Cat Girl (1956), It Conquered the World (1956), Invasion of the Saucer Men (1957), She-Creature (1958) i Attack of the Puppet People (1958). Blaisdell stworzył także na potrzeby filmów zupełnie nowy kostium potwora, który nazwał „Ciotką Esmeraldą”, zaprojektowany tak, aby gdy twarz się stopiła, pod spodem odsłoniła się makabryczna czaszka. 
Aktor i piosenkarz John Ashley, który przegrał o rolę tytułowej w Byłem nastoletnim wilkołakiem miał obiecane przez Cohena, że ponownie się spotkają na planie. Cohen wiedząc, że Ashley ma podpisany kontrakt z AIP, wedle którego miał zagrać jeszcze w dwóch lub trzech filmach, zaproponował mu rolę w How to Make a Monster do sceny wykorzystującej numer muzyczny. Jak Ashley wspominał w wywiadzie: „Ten casting był mniej więcej przeciw memu zaszufladkowaniu, ponieważ grałem wówczas delikwentów i złoli. Wtedy zacząłem po malutku śpiewać – miałem kontrakt z Dot Records – i sądzę, że to zainicjowało nieco ów wybór”.
Tak jak Pogrom Frankensteina (1957) ostatni akt filmu został nakręcony w kolorze.
Wdowa po Edzie Woodzie, Kathy, twierdziła w wywiadzie z 1992 roku, że jej mąż zawsze uważał, że pomysł na How To Make a Monster został mu skradziony przez producenta AIP Samuela Z. Arkoffa: 

Eddie potępił Arkoffa, naprawdę go nienawidził. Eddie dał im scenariusz do zatwierdzenia, a oni nieco zmienili postacie. Eddie napisał to dla Lugosiego. Chodziło o starego aktora tworzącego horrory, który nie mógł już znaleźć pracy, więc zemścił się w studiu. Zmienili to na charakteryzatora, który mści się na studiu.

Arkoff zaprzeczył, że twierdzenie Wooda jest prawdziwe, stwierdzając, że Herman Cohen samodzielnie zainicjował cały projekt.